# Jesse Randall
Jesse Carmichael Randall (* 19. August 2002 in Wellington) ist ein neuseeländischer Fußballspieler.

## Karriere

### Verein
Aus der Jugend des Miramar Rangers AFC kommend, ging er Anfang 2018 zum Island Bay United AFC, von dem er nach einem Jahr weiter zum North Wellington FC zog. Nach einem halben Jahr ging es für ihn im Sommer bei Tasman United weiter, wo er am 16. November 2019 sein Debüt in der Premiership hatte. Für die letzte Saison der Franchise-Liga wechselte er zu Hawke’s Bay United und kehrte zur neuen National League Saison 2021 im April 2021 wieder zu North Wellington zurück. Für die zweite Spielzeit 2022 schloss er sich Wellington Olympic an, mit welchen er die Championship-Runde erreichte als auch in der Qualifikationsrunde zur OFC Champions League zu Einsätzen kam.
Nach einem Jahr verließ er sein Geburtsland erstmals und wechselte in die USA zu Charleston Battery, wo er sporadisch zu Einsätzen in der USL Championship kam. Da er sich hier jedoch nicht etablieren konnte, kehrte er Anfang 2024 zunächst zu Olympic zurück und steht nun seit Sommer 2024 beim neuen A-League Franchise Auckland FC unter Vertrag.

### Nationalmannschaft
Mit der neuseeländischen U17 nahm er nach ein paar Freundschaftsspielen an der Weltmeisterschaft 2019 teil, wo er in allen Partien seiner Mannschaft Spielzeit bekam. Nach ein paar Vorbereitungsspielen im März 2023 nahm er mit der neuseeländischen U23-Mannschaft auch an dem Qualifikationsturnier für das Turnier der Olympischen Spiele 2024 in Paris teil, wo er vier Treffer und drei Vorlagen in seinen drei Einsätzen beisteuerte. Danach wurde er auch für den Kader für die Olympischen Sommerspiele 2024 nominiert, wo er im zweiten Gruppenspiel gegen die USA zur zweiten Halbzeit ins Spiel kam und bei der 1:4-Niederlage in der 76. Minute das einzige Tor seiner Mannschaft erzielte.
Sein Debüt für die A-Nationalmannschaft gab er am 18. Juni 2024 beim 3:0-Auftaktgruppenspielsieg über die Salomonen bei der Ozeanienmeisterschaft 2024. Auch bei den weiteren Partien des Turniers kam er zum Einsatz und erzielte beim 3:0-Finalsieg über Vanuatu sein erstes Länderspieltor.